# 배양자궁
배양자궁(培養子宮, engineered uterus)은 조직공학 기법으로 자궁 세포를 배양하여 만든 자궁이다. 인공자궁과는 다른 개념이다. 2020년, 토끼에서 배양자궁을 이용한 출산에 성공했다.

## 윤리적 문제
자궁이 결여되거나 손상된 여성이 배양자궁을 이식하는 것은 대리모나 인공자궁, 기증자 자궁 이식보다 윤리적인 대안으로 여겨지나, 트랜스여성의 배양자궁 이식은 윤리적 문제를 야기할 수 있다.

## 같이 보기
- 대리모
- 인공자궁
- 자궁이식
- 조직공학
- 남성 임신
- 트랜스젠더 임신

1. ↑  https://www.nature.com/articles/s41587-020-0547-7
2. ↑  https://pubmed.ncbi.nlm.nih.gov/35049456/